# Spiaggia di sangue
Spiaggia di sangue  (Blood Beach) è un film horror del 1981 diretto da Jeffrey Bloom.

## Trama
California, Stati Uniti sulle spiagge di Santa Monica numerose persone scompaiono inghiottite dalla sabbia. Mentre la polizia studia il modo migliore per agire, un agente della guardia costiera inizia le sue personali ricerche dopo che anche la sua ragazza risulta scomparsa.

## Distribuzione
Il film è stato distribuito nelle sale cinematografiche italiane nel mese di maggio del 1981.

### Data di uscita
Alcune date di uscita internazionali nel corso del 1981 sono state:
- 23 gennaio 1981 negli USA (Blood Beach)[3]
- 29 maggio 1981 in Italia[4]

### Edizioni home video
Per il circuito home video in Italia è stata distribuita una videocassetta VHS della Multivision Home Video (cod. 100 13 217).

## Remake
Il 28 agosto 2015 è uscito un remake del film, The Sand.